# جون لوتون
جون لوتون (بالإنجليزية: John Lawton)‏ هو لاعب كرة قدم بريطاني في مركز الهجوم، ولد في 6 يوليو 1936 في Newcastle-under-Lyme ‏ في المملكة المتحدة، وتوفي في 12 أغسطس 2017. لعب مع ستوك سيتي ونادي كرو ألكساندرا.